# Furculingură

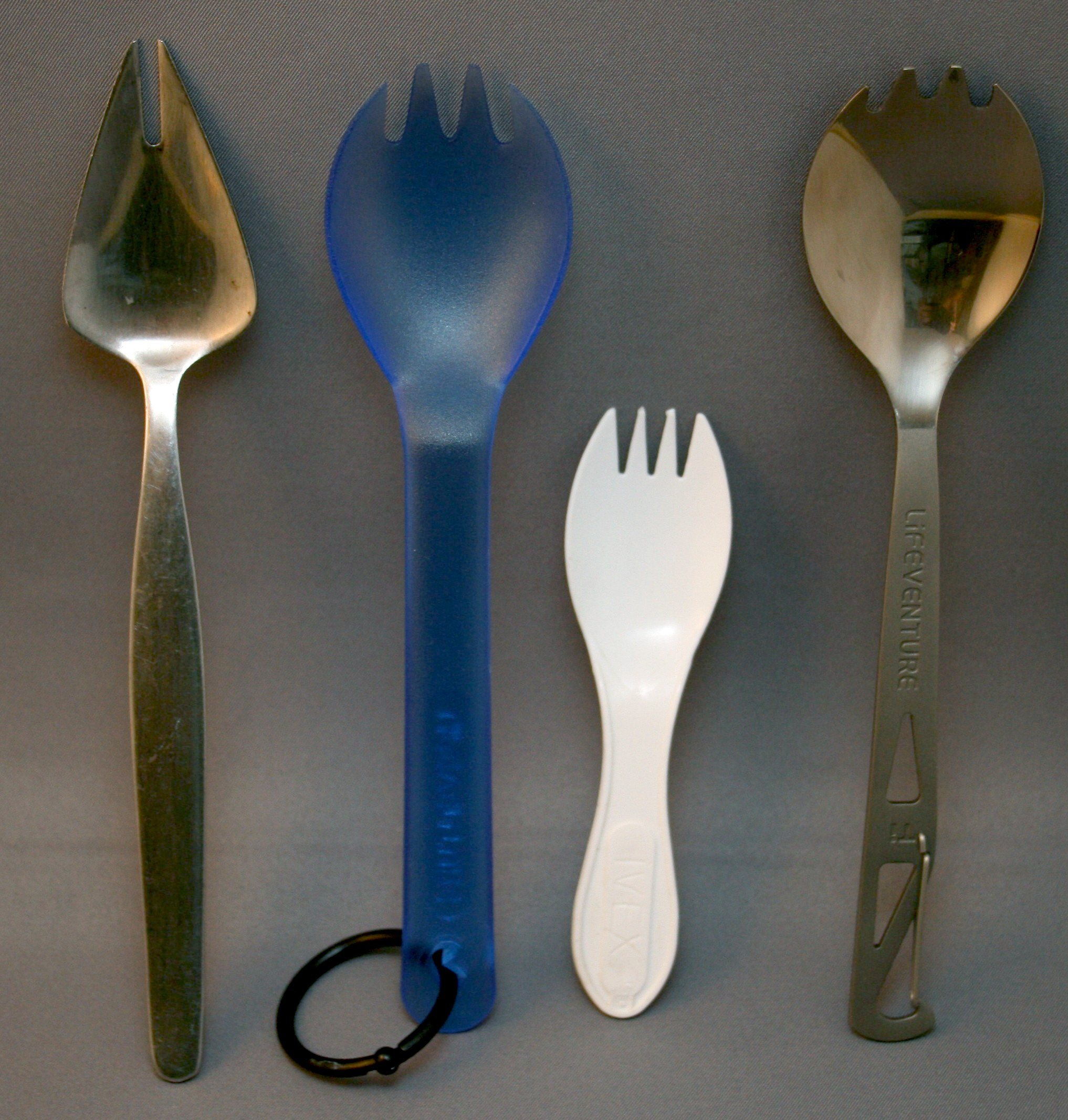
Patru tipuri de furculinguri

O furculingură este o formă hibridă de tacâm. Este bazată pe modelul unei linguri, dar are și dinți precum o furculiță.

## Galerie

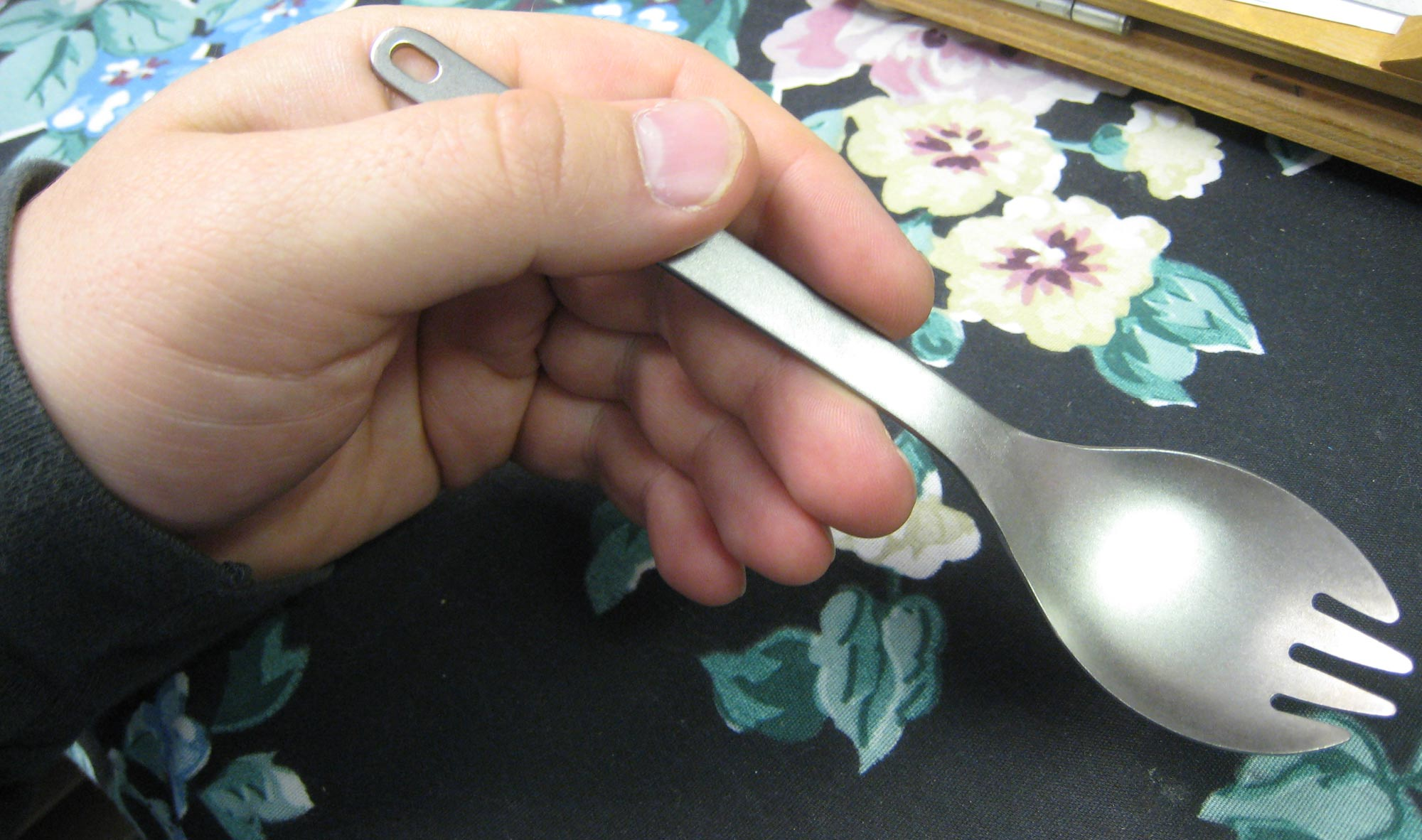
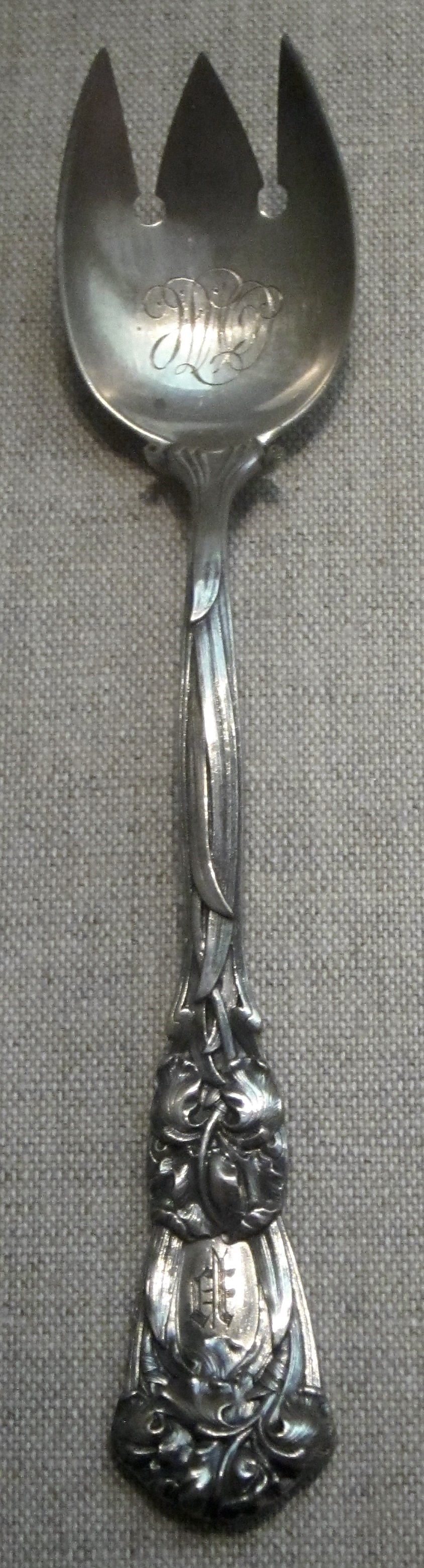
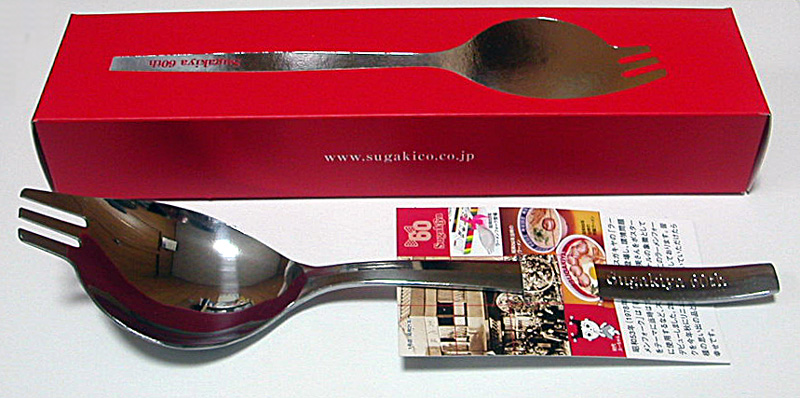